# Česká republika na 1. místě! (demonstrace)
Česká republika na 1. místě! byla veřejná demonstrace 3. září 2022 na Václavském náměstí v Praze s cílem vyjádřit nespokojenost s vládou Petra Fialy a přístupem vlády vůči probíhající energetické krizi, inflaci nebo postoji k ruské invazi na Ukrajinu. Demonstrace byla ohlášena 30. června Ladislavem Vrabelem s předpokládanou účasti 5 tisíc lidí, 23. srpna byla očekávaná účast navýšena na 50 až 100 tisíc lidí. Nakonec se podle policie demonstrace zúčastnilo asi 70 tisíc lidí. Svoji účast potvrdila řada politiků či aktivistů, další z nich vyjádřili protestům podporu. Mezi nimi např.  Jana Zwyrtek Hamplová nebo  Zuzana Majerová Zahradníková, která se stala slavnou svými výroky o „neexistující pandemii covidu-19“.

## Pozadí

### Organizátoři
Demonstraci svolali Ladislav Vrabel a Jiří Havel. Ladislav Vrabel je údajný podnikatel, ale dle insolvenčního správce nemá žádné příjmy, naopak, dlužil v roce 2022 cca 3 miliony korun. Především státu za 20 let neplacení sociálního pojištění, Všeobecné zdravotní pojišťovně za podobně dlouhou dobu neplacení zdravotního pojištění, za černou jízdu v českobudějovické hromadné dopravě, některé ještě z roku 1999. Neplatil úvěr od Komerční banky, nehradil poplatky za popelnice nebo elektřinu. Vrabel také zaujal proruský postoj ve válce na Ukrajině, když se v ruské televizi veřejně omluvil za údajné stanovisko české vlády v souvislosti s útokem na ruskou propagandistku Darju Duginovou.

### Cíle
Cílem demonstrace má být podle organizátorů a chystaných řečníků zejména sjednocení tzv. vlasteneckých stran a hnutí a vyjádření silné nespokojenosti s kroky vlády Petra Fialy, která údajně reaguje nedostatečně nebo vůbec na aktuální problémy jako jsou růst cen energií, inflace nebo hrozba nedostatku zemního plynu. Mimo to má současná vláda upřednostňovat cizí zájmy před zájmy České republiky a na úkor českých občanů.
Podle Jindřicha Rajchla má demonstrace potenciál vytvořit dostatečný tlak na odstoupení vlády, podobně jako tomu bylo v Bulharsku. Tam po protivládních protestech v hlavním městě Sofii byla po půl roce od zvolení vyslovena parlamentem nedůvěra vůči proevropské vládě Kirila Petkova a prozatímní úřednická vláda Galaba Doneva mimo jiné začala například vyjednávat s Gazpromem o obnově dodávek zemního plynu. Spoluorganizátor akce Jiří Havel prohlásil, že „Cílem naší demonstrace je nutnost změny, hlavně v řešení otázek cen energií, zejména elektrické energie a plynu, které způsobí destrukci našeho hospodářství už letos na podzim.“

### Témata
Ústředním tématem mají být body programu zvaného jako „Plán Česká republika na 1. místě“. Podle něj by měla primárně česká vláda zajistit přímé dodávky zemního plynu na základě smluv, například s Ruskou federací, která má největší zásoby zemního plynu na světě, místo nakupování zemního plynu za aktuální tržní cenu na burze. Dále změnit systém redistribuce elektrické energie a zajistit každé domácnosti 3 MWh ročně zdarma, a přimět firmu ČEZ, aby se vyvázala z obchodování na Evropské energetické burze (EEX) v Lipsku, „abychom neplatili prostředníkům na burze, ale dodávali elektřinu přímo do našich domovů a firem za levné ceny, protože Česká republika je v oblasti elektřiny soběstačná a elektřinu vyrábí levně.“
Z České republiky je třeba vytvořit vojensky neutrální zemi, aby se nestala „místem bojiště“ pokud by vypukla válka „mezi Západem a Východem“, či vrátit zpět suverenitu a „osvobodit se“ od mezinárodních organizací jako jsou především Evropská unie, ze které „přichází nařízení, která česká vláda musí dle současného právního stavu respektovat“, ale také WHO nebo OSN. Dále je „třeba ukončit zvýhodňování zahraničních firem a je nutné podporovat česká družstva, malé a střední podnikání s českým vlastnictvím“. Dalším bodem je „ukončení plánovaného ředění národa“ skrze změny statusu ukrajinských uprchlíků na status válečných uprchlíků. Po ukončení války mají být ukrajinští uprchlíci vyhoštění zpět na Ukrajinu, „kde bude třeba budovat Ukrajinu“, jelikož jsou jejich „odlišné životní přístupy i jazyková bariéra“ údajně nebezpečným prvkem pro klidné soužití v Česku.
Ekonom a děkan Národohospodářské fakulty VŠE Miroslav Ševčík odmítl Zelenou dohodu pro Evropu (Green Deal). Kromě toho označil premiéra Petra Fialu za „hňupa“ a „lokaje“ bruselských byrokratů. V Evropském parlamentu podle Ševčíka Fiala „musel jako malý smrad poslouchat výblitky člena Evropského parlamentu Guye Verhofstadta“, přitom „kdyby měl koule, tak by mu dal alespoň slovně po hubě za jeho nehorázné řeči“. Od jeho vystoupení se pak distancoval rektor VŠE Petr Dvořák, který jeho formu i osobní útoky na premiéra označil za nepřijatelné.
Bývalý poslanec Lubomír Volný se omluvil, že se nedomluvil s více politiky a nedovedl více bojovníků do boje a tím občany zklamal, když se jednalo o pandemickém zákonu. Jeho projev navíc nebyl dokončen, protože ho přerušil opakovaně pořadatel Jiří Havel, který ho nakonec nenechal domluvit.

## Reakce

### Petr Fiala
Premiér Petr Fiala se vyjádřil, že demonstraci svolaly síly, které se hlásí k ruské orientaci.

### Bezpečnostní složky
Mluvčí pražské policie Jan Daněk uvedl, že je policie připravená v případě potřeby omezit dopravu v rámci protestních opatření.

### Média
Podle Jiřího X. Doležala ze zpravodajského serveru Forum24 jsou výzvy k protestu zaměřeny na frustrované a nenávistné jedince, díky čemuž mohou vygradovat do násilností podobně jako tomu bylo při útoku na Kapitol 6. ledna 2021. Pro policii se tak protesty mohou stát nejrizikovějšími od zasedání Mezinárodního měnového fondu v Praze. Šéfredaktor Forum24 Pavel Šafr označil protestující za „fašistickou spodinu Putinových přívrženců“. Podle Jana Stránského ze zpravodajského serveru Seznam Zprávy mnoho lidí přivedl na protivládní protesty obyčejný strach „zda zvládnou zdražování potravin a především energií“.
Web Manipulátoři.cz označil demonstraci jako předvolební shromáždění mimoparlamentních anti-systémových stran. Upozornil na proruskou, dezinformační a extremistickou orientaci některých organizátorů a řečníků. Zbyněk Ryšavý ze serveru Romea.cz zmínil i podporu protestů ze strany krajní pravice.
Zpravodajský server PrahaIN.cz informoval o údajně chystaném strhnutí ukrajinské vlajky z budovy Národního muzea a nahrazení vlajkou českou.
V debatě na CNN Prima News 6. září 2022 se v diskuzi střetl politolog Milošem Gregorem a předseda PRO Jindřich Rajchl. Zatímco Gregor se postavil na stranu vlády Petra Fialy a opakoval, že Rajchl čelí trestnímu oznámení a dotazoval se, zda se již omluvil za lež, kterou v sobotu na demonstraci pronesl (konkrétně vypnutí kamer na příkaz primátora Hřiba na Václavském náměstí a že Česká televize nevěnovala protestům prostor). Rajchl naopak stál za svým, že premiér Fiala v prvním vyjádření se postavil proti všem demonstrantům a až pak poté, co do jeho výstupu zasáhli jeho poradci svůj výrok zmírnil a sdělil, že demonstrace je dílem proruských iniciativ. Rajchl celý projev premiéra a podporovatelů vlády směrem k pořadatelům vnímá tak, že je zde snaha úplně opomenout účel a smysl demonstrace včetně jejích projevů. Na otázku, jak vnímá skutečnost, že se na účasti demonstrace a projevech podíleli především lidé z levicového spektra politiky uvedl, že to se nedá uhlídat a nelze opomíjet, že i tito lidé jsou odborníci, které jinak vláda nemá vůbec.